# Carlos Alberto Barata Silva
Carlos Alberto Barata Silva (Rio Grande, 2 de agosto de 1920 — , 28 de agosto de 1996) foi um juiz brasileiro, ex-presidente do Tribunal Superior do Trabalho (TST).
Graduou-se bacharel em direito em 1939, na Faculdade de Direito da Universidade Federal do Rio Grande do Sul.
De 1942 a 1954 trabalhou como consultor jurídico do Sindicato dos Trabalhadores na Indústria de Confecção de Roupas de Porto Alegre. Foi diretor e professor do Serviço Nacional de Aprendizagem Comercial (SENAC) de São Jerônimo, no período de 1948 a 1950.
De 1955 a 1958 foi professor de direito do trabalho da Faculdade de Direito da Pontifícia Universidade Católica do Rio Grande do Sul. Entre 1956 e 1961 foi instrutor de ensino da cadeira de direito do trabalho da Faculdade de Direito de Porto Alegre da Universidade Federal do Rio Grande do Sul (UFRGS).
Como juiz do trabalho, presidiu as juntas de conciliação e julgamento de São Jerônimo de 1945 a 1954; de São Leopoldo de 1954 a 1956; e de Porto Alegre de 1956 a 1958. Foi promovido por merecimento para o Tribunal Regional do Trabalho (TRT) da 4ª Região em 1958. Presidiu o TRT durante duas gestões consecutivas: 1965 a 1967, e 1967 a 1968.
Ingressou no Tribunal Superior do Trabalho (TST), como ministro, em 17 de novembro de 1971. Assumiu a corregedoria geral da Justiça do Trabalho no período de 1978 a 1980. Foi eleito vice-presidente para o biênio de 1980 a 1982. Foi presidente do Tribunal Superior do Trabalho (TST) no período de 27 de abril de 1982 a 15 de dezembro de 1982 e, logo depois, foi reconduzido ao cargo, para o período de 1982 a 1984.
Aposentou-se em 3 de agosto de 1990.